# Лусианополис
Лусианополис (порт. Lucianópolis) — муниципалитет в Бразилии, входит в штат Сан-Паулу. Составная часть мезорегиона Бауру. Входит в экономико-статистический микрорегион Бауру. Население составляет 2006 человек на 2006 год. Занимает площадь 190,908 км². Плотность населения — 10,5 чел./км².

## Статистика
- Валовой внутренний продукт на 2003 составляет 26 025 582,00 реалов (данные: Бразильский институт географии и статистики).
- Валовой внутренний продукт на душу населения на 2003 составляет 12 548,50 реалов (данные: Бразильский институт географии и статистики).
- Индекс развития человеческого потенциала на 2000 составляет 0,754 (данные: Программа развития ООН).